# Megacyllene minuta
Megacyllene minuta là một loài bọ cánh cứng trong họ Cerambycidae.